# Gandititan

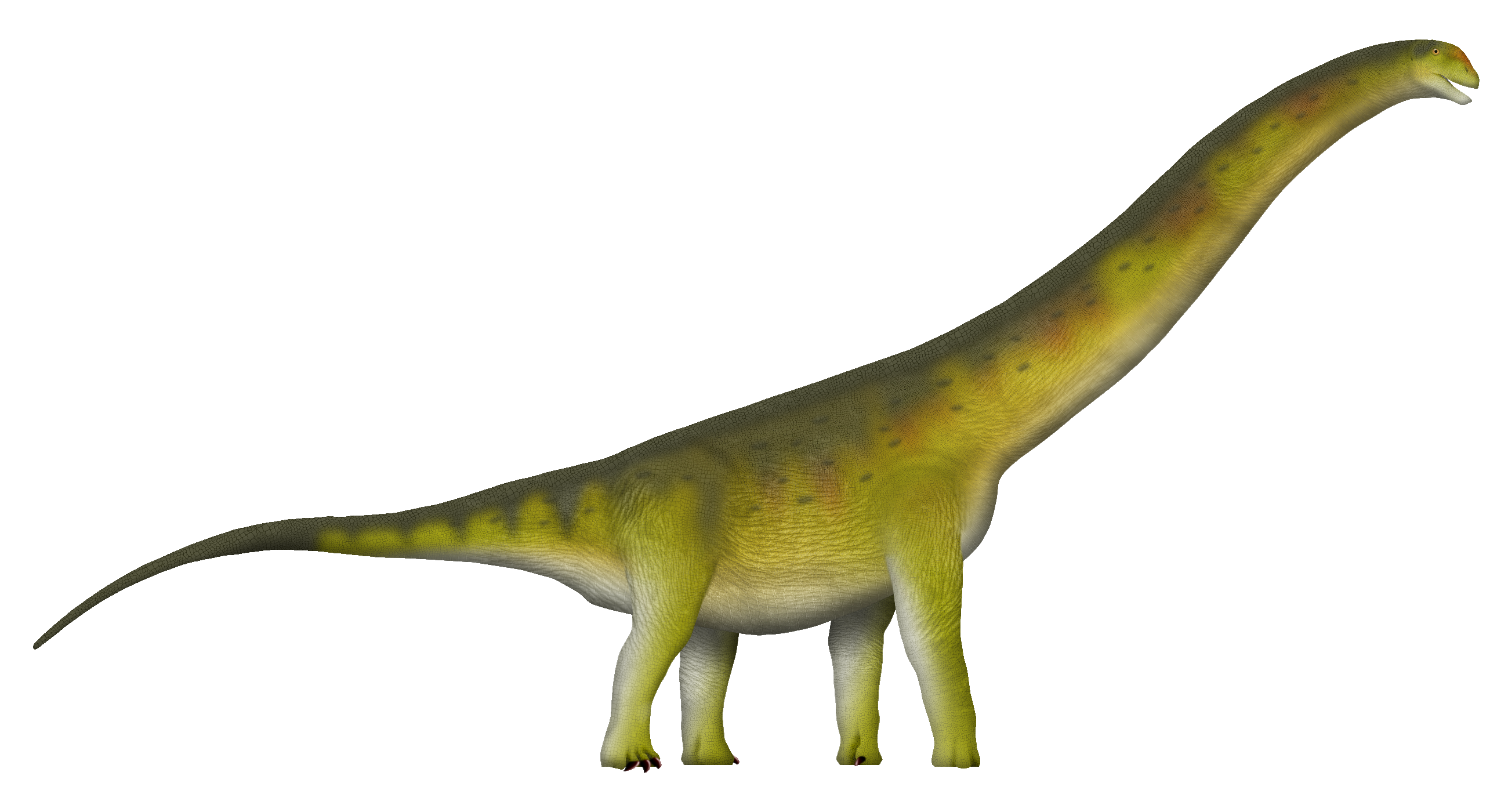
Gandititan

Gandititan is een geslacht van plantenetende sauropode dinosauriërs, behorende tot de Titanosauriformes, dat tijdens het late Krijt leefde in het gebied van het huidige China. De enige benoemde soort is Gandititan cavocaudatus.

## Naamgeving
In de prefectuur Ganxian, bij Ganzhou, werd het skelet gevonden van een sauropode. Het werd geprepareerd door Wang Haijun, Xiang Lishi, Cheng Chuan en Zhou Gongming.
In 2024 werd de typesoort Gandititan cavocaudatus benoemd en beschreven door Han Fenglu, Yang Ling, Lou Fasheng, Corwin Sullivan, Xu Xing Xu, Qiu Wenjiang, Liu Hanfeng, Yu Juan, Wu Rui, Ke Yuzheng, Xui Mengyuan, Hu Jinfeng en Lu Pikun. De geslachtsnaam is afgeleid van het Chinees gandi, een afkorting van Ganzhou Geology (Ganzhou dizhi), en verbindt dit met een Grieks titaan, de aanduiding voor een geslacht van reuzen. De naam is meteen een toespeling op de gandr, magische staven uit de Noorse mythologie. De soortaanduiding betekent "holstaartig" in het Latijn, een verwijzing naar de gepneumatiseerde staartwervels. Omdat er in het verleden bij Chinese publicaties veel mis is gegaan bij met etymologie van Latijnse woorden, werd bij deze gelegenheid advies ingewonnen van de filologe Selina Stewart.
Het holotype JXGM-F-V1 is gevonden in een laag die dateert uit het het vroege Opper-Krijt. Het bestaat uit een skelet zonder schedel. Het omvat een reeks van zes halswervels, twee ruggenwervels, een heiligbeen verbonden met een reeks van zeventien staartwervels, ribben en de rechterbekkenhelft.

## Beschrijving
De lichaamslengte van Gandititan werd geschat op veertien meter.
Verschillende onderscheidende kenmerken werden vastgesteld. Sommige daarvan zijn autapomorfieën, unieke afgeleide kenmerken. De halswervels hebben lange en smalle groeven op de zijkanten van hun bovenste en onderste delen. De doornuitsteeksels van het bekken vormen een neuraalplaat met golvende zijranden. De voorste zes staartwervels hebben gevorkte doornuitsteeksels. De voorste staartwervels hebben uitstekende driehoekige platen op de zijuitsteeksels. Ieder voorste staartwervellichaam heeft een paar spleetvormige foramina op de onderzijde. De zijkanten van de wervelbogen zijn bij deze wervels sterk gepneumatiseerd. Er bevinden zich ook extra richels tussen de doornuitsteeksels en de voorste gewrichtsuitsteeksels. Bij sommige voorste staartwervels ligt een uitstekende richel horizontaal tussen de bases van de voorste en achterste gewrichtsuitsteeksels.

## Fylogenie
In een cladistische analyse werd Gandititan binnen de Titanosauria gevonden als de zustersoort van Abdarainurus als deel van een tot dan toen niet onderkende clade van basale titanosauriërs uit Azië en Zuid-Amerika.
Het volgende cladogram toont de positie in de evolutionaire stamboom volgens het beschrijvende artikel.
|  | Andesaurus                                                  |
|  |                                                             |
|  | Baotianmansaurus                                            |
|  |                                                             |
|  | Dongyangosaurus                                             |
|  |                                                             |
|  | Huabeisaurus                                                |
|  |                                                             |
|  | \| \| Abdarainurus \| \| \| \| \| \| Gandititan \| \| \| \| |
|  |                                                             |
|  | Abdarainurus                                                |
|  |                                                             |
|  | Gandititan                                                  |
|  |                                                             |

|  | Abdarainurus |
|  |              |
|  | Gandititan   |
|  |              |

|  | Daxiatitan      |
|  |                 |
|  | Xianshanosaurus |
|  |                 |

|  | Ruyangosaurus |
|  |               |
|  | Lithostrotia  |
|  |               |

|  | Daxiatitan      |
|  |                 |
|  | Xianshanosaurus |
|  |                 |

|  | Ruyangosaurus |
|  |               |
|  | Lithostrotia  |
|  |               |

|  | Andesaurus                                                  |
|  |                                                             |
|  | Baotianmansaurus                                            |
|  |                                                             |
|  | Dongyangosaurus                                             |
|  |                                                             |
|  | Huabeisaurus                                                |
|  |                                                             |
|  | \| \| Abdarainurus \| \| \| \| \| \| Gandititan \| \| \| \| |
|  |                                                             |
|  | Abdarainurus                                                |
|  |                                                             |
|  | Gandititan                                                  |
|  |                                                             |

|  | Abdarainurus |
|  |              |
|  | Gandititan   |
|  |              |

|  | Daxiatitan      |
|  |                 |
|  | Xianshanosaurus |
|  |                 |

|  | Ruyangosaurus |
|  |               |
|  | Lithostrotia  |
|  |               |

|  | Daxiatitan      |
|  |                 |
|  | Xianshanosaurus |
|  |                 |

|  | Ruyangosaurus |
|  |               |
|  | Lithostrotia  |
|  |               |